# Bon-Adrien-Jeannot de Moncey, duc de Conegliano

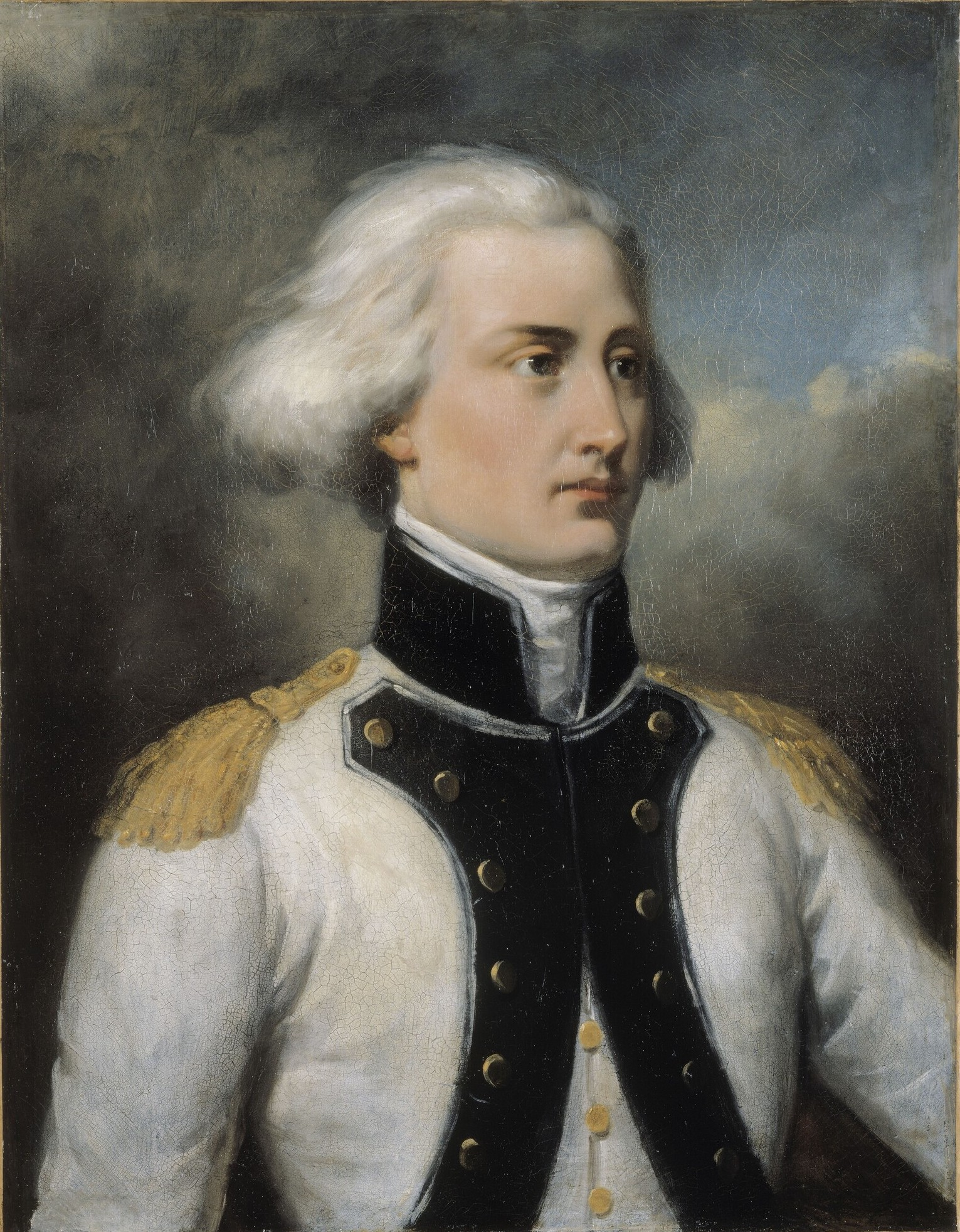
Moncey im Jahr 1792 in der Uniform des 7^{e} régiment d'infanterie, gemalt von Pierre-Joseph Dedreux-Dorcy im Jahr 1834

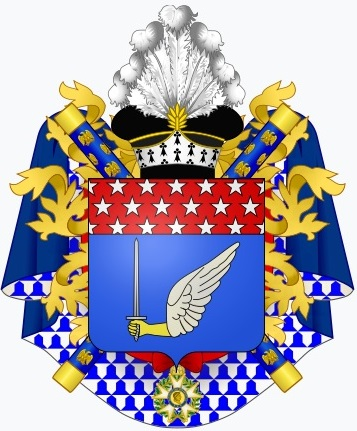
Wappen Monceys als Herzog von Conegliano

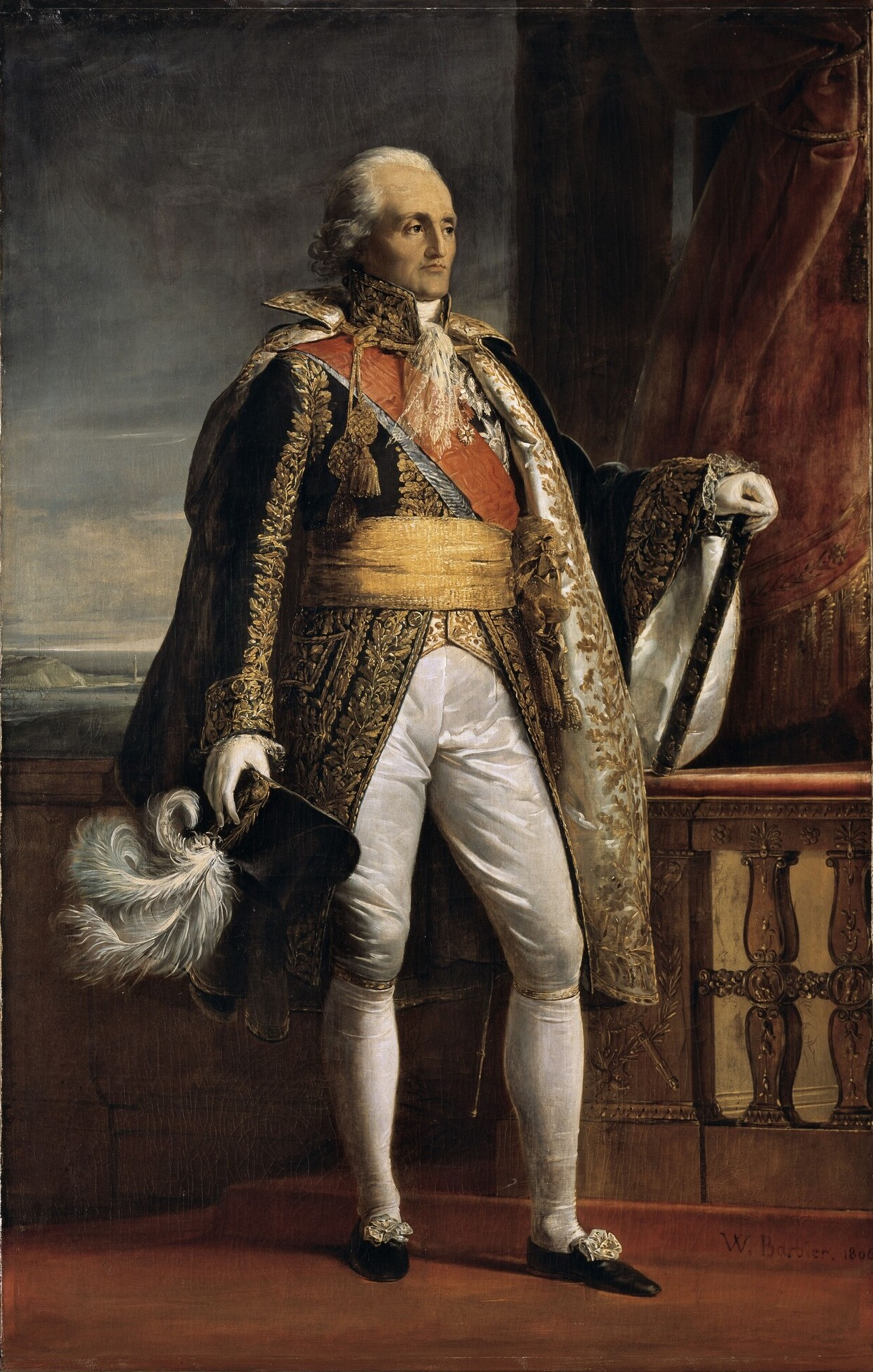
Moncey

Bon-Adrien-Jeannot de Moncey (* 31. Juli 1754 in Moncey bei Besançon; † 20. April 1842 Paris) war ein  französischer Offizier in der Zeit der Revolutionskriege, der durch Napoleon zum Duc de Conegliano (Herzog von Conegliano) erhoben und zum Maréchal d’Empire ernannt wurde.

## Biografie
Moncey, Sohn eines Parlementsadvokaten, trat 1769 in die Armee und wurde 1789 Capitaine (Hauptmann). Nachdem er 1793 ein Kommando bei der Armee der Ostpyrenäen geführt, wurde er 1794 Général de brigade, bald darauf Général de division, und nachdem er Fuenterrabia, San Sebastián und Tolosa erobert und 17. Okt. 1794 den Sieg von Villanova erfochten hatte, zwang er 1795 Spanien zum Waffenstillstand von San Sebastián und zum Frieden von Basel. Im September 1796 erhielt er das Kommando der 11e  und 1799 vom Ersten Konsul, den er im Staatsstreich des 18. Brumaire VIII unterstützt hatte, das der 15e Division  in Lyon. Im Feldzug von 1800 führte er ein Korps von 20.000 Mann über den St. Gotthardpass, kämpfte mit Auszeichnung bei Marengo und schlug die Österreicher bei Monzambano und Roveredo.
Nach dem Frieden von Lunéville 1801 wurde er zum „Inspecteur de Gendarmerie“, 1804 zum Maréchal d’Empire  und 1805 zum „Herzog von Conegliano“ in der noblesse impériale ernannt. 1808 rückte er mit einem Korps in Spanien ein, schlug die Insurgenten von Valencia am Pass von Almanza, nahm an der  fehlgeschlagenen Belagerung von Saragossa teil und siegte mit Lannes am 23. November 1808 in der Schlacht von Tudela. Im folgenden Jahr nahmen seine Truppen an der zweiten erfolgreichen Belagerung von Saragossa (1809) teil. Als Gegner der Eroberungspolitik Napoleons erhielt er von diesem in den Feldzügen von 1812 und 1813 nur die Inspektion über die Reservekadres übertragen. Im Januar 1814 wurde er zum stellvertretenden Kommandanten der Nationalgarde in Paris ernannt und half am 30. März die Stadt zu verteidigen. Nach der Abdankung des Kaisers wurde er von Ludwig XVIII. zum Pair erhoben, verlor jedoch wegen seiner Weigerung, über den ehemaligen Kampfgefährten Michel Ney zu urteilen, 1815 diese Würde und erhielt sie erst 1819 wieder. 1820 wurde er zum Kommandanten der 9e Division ernannt; 1823 befehligte er das 4e Corps in Spanien, mit dem er Katalonien eroberte. Nach seiner Rückkehr gehörte er bis zur Julirevolution in der Chambre des Pairs zur gemäßigten Opposition. Louis-Philippe ernannte ihn 1833 zum Gouverneur des Invalidendoms. 1840 nahm er die sterblichen Überreste von Napoleon in Empfang und ließ sie im Invalidendom zu Paris beisetzen. Unter den Generälen des ersten Kaiserreichs war er durch seinen edlen und gemäßigten Charakter ausgezeichnet.
Er starb am 20. April 1842 und wurde im Caveau des Gouverneurs der Cathédrale Saint-Louis-des-Invalides in Paris beigesetzt. Der Titel Herzog von Conegliano ging auf seinen Schwiegersohn, Alphonse Auguste Duchesne, Baron Gillevoisin, Marquis de Conegliano, 2e duc de Conegliano (1791–1878) über.

## Ehrungen
Sein Name ist am Triumphbogen in Paris in der 33. Spalte eingetragen. Auf der Place de Clichy wurde ihm ein Denkmal errichtet.